# Церковский, Цанко
Церковский (Церковски) Цанко Бакалов (16 октября 1869, Бяла-Черква, Великотырновский округ, — 2 мая 1926, София) — болгарский писатель и общественный деятель, один из основателей Болгарского земледельческого народного союза (БЗНС).

### Биография
Окончил педагогическое училище в Силистре, до 1897 года работал сельским учителем. Затем занимался земледелием, журналистской деятельностью, увлёкся идеями социализма. С 1898 года — член Болгарской рабочей социал-демократической партии, сотрудник её журнала «Ново време». В 1899 году в газете «Селски вестник» опубликовал «Воззвание к болгарским земледельцам», став, таким образом, одним из инициаторов создания БЗНС. Издавал журнал «Селска пробуда» (1903—1905), редактировал газету «Земеделско знаме» (с 1902) и журнал «Земеделска мисъл». Депутат Народного собрания (1901, 1908—1923). В 1918—1923 годах был министром в правительствах Теодора Теодорова и Александра Стамболийского. После военно-фашистского переворота 9 июня 1923 года арестован и заключён в тюрьму.
5 января 1925 года освобожден, вновь вошёл в руководство БЗНС, но вскоре был исключён из него под давлением правого крыла Союза. В марте 1925, после теракта в соборе Святой Недели, арестован вторично; выпущен на свободу после оправдательного приговора в марте 1926. Умер несколько недель спустя после освобождения из-за подорванного здоровья.

### Творчество
В своих стихах, отмеченных влиянием социалистических идей, Церковский воспевал быт и труд болгарского крестьянина, критиковал царивший в болгарском селе социальный гнёт.
Его перу также принадлежат рассказы, пьесы, роман «Из глубин сердца» (1926, опубликован посмертно).